# Саверна
Са́верна (эст. Saverna), ранее Са́верн (нем. Sawwern) и Са́берна (эст. Saberna), в 1970—1977 годах Са́верна-Ре́йно (эст. Saverna-Reino) — деревня в волости Канепи уезда Пылвамаа, Эстония.
До реформы местных самоуправлений Эстонии 2017 года входила в состав волости Валгъярве (упразднена) и была её административным центром.

## География и описание
Расположена у перекрёстка шоссе Тарту—Выру и Отепя—Ихамару, в верхнем течении реки Леэви, в 10 км к северу от волостного центра — посёлка Канепи, и в 20 км к западу от уездного центра — города Пылва. Высота над уровнем моря — 147 метров.
Климат умеренный. Официальный язык — эстонский. Почтовый индекс — 63418.

## Население
По данным переписи населения 2021 года, в Саверна насчитывалось 340 жителей, из них 320 (94,1 %) — эстонцы.
По данным переписи населения 2011 года, в деревне проживали 338 человек, из них 308 (91,1 %) — эстонцы.
Численность населения деревни Саверна по данным переписей населения:
| Год  | 1959 | 1970 | 1979  | 1989  | 2000  | 2011  | 2021  |
| ---- | ---- | ---- | ----- | ----- | ----- | ----- | ----- |
| Чел. | 157  | ↘ 65 | ↗ 334 | ↗ 451 | ↘ 410 | ↘ 338 | ↗ 340 |

## История
Деревня впервые упоминается в  письменных источниках 1582 года (Sawiar). В 1628 году упоминается Saber moysa (мыза), в 1638 году — Sawrikyllo, Sawrimoysa, в 1722 году — Sawermois, Moisa Jürri oder Sawermois, в 1782 году — Sawwern, Savremois, Sabberni mois, в 1839 году — Sawwern, в 1900 году — Забберн.
Саверна изначально была маленькой мызой (нем. Sawwern), в 1580-х годах перешедшей в собственность владельцев мызы Вайсензе (нем. Weissensee, Валгъярве, эст. Valgjärve mõis), в XVIII веке она стала частью мызы Вайсензе. Во второй половине XVIII века Саверна стала скотоводческой мызой, в 1790 году — отдельной мызой. Центр современной деревни Саверна находится на землях мыз Саверн и Ней-Пигаст (нем. Neu-Pigast, Соодла, эст. Soodla mõis). 
В 1977 году с Саверна была объединена деревня Тамме-Соодла (эст. Tamme-Soodla), западный конец которой ранее был деревней Тамме (эст. Tamme, Tammõ). 
В советское время деревня была центром колхоза «Саверна». В 1978 году площадь колхозных угодий составляла 7,9 тыс. га, в том числе сельскохозяйственных угодий (без приусадебных участков) — 4,2 га; численность работников — 477 чел..

Братская могила воинов Советской армии в деревне Саверна, 2007 год. Памятник ликвидирован, останки перезахоронены на кладбище

В 1952 году на находящейся на территории деревни братской могиле воинов Советской армии, павших во Второй мировой войне (исторический памятник с 1997 до 2023 года), был установлен памятник с надписью «Вечная слава героям, павшим за свободу и независимость Советской Родины 1941—1945», на камне рядом: «Вечная слава  тем, кто отдал свои жизни за Советскую власть [40 имён]». Рабочая группа по советским памятникам при Госканцелярии Эстонии в своём протоколе от 30 ноября 2022 года признала памятник «красным» монументом, т. е. подлежащим демонтажу. Памятник и памятный камень были ликвидированы в 2022 году, останки перезахоронены кладбище (см. Список советских военных памятников Эстонии).

## Инфраструктура
В Саверна работают детский сад и основная школа (в 2002/2003 учебном году 103 ученика, в 2009/2010 учебном году — 58, в 2022/2023 учебном году — 73), библиотека, сельский центр, дом по уходу на 30 мест и продовольственный магазин. Действует добровольное пожарное общество.
Двухэтажное школьное здание в деревне было построено в 1956 году.

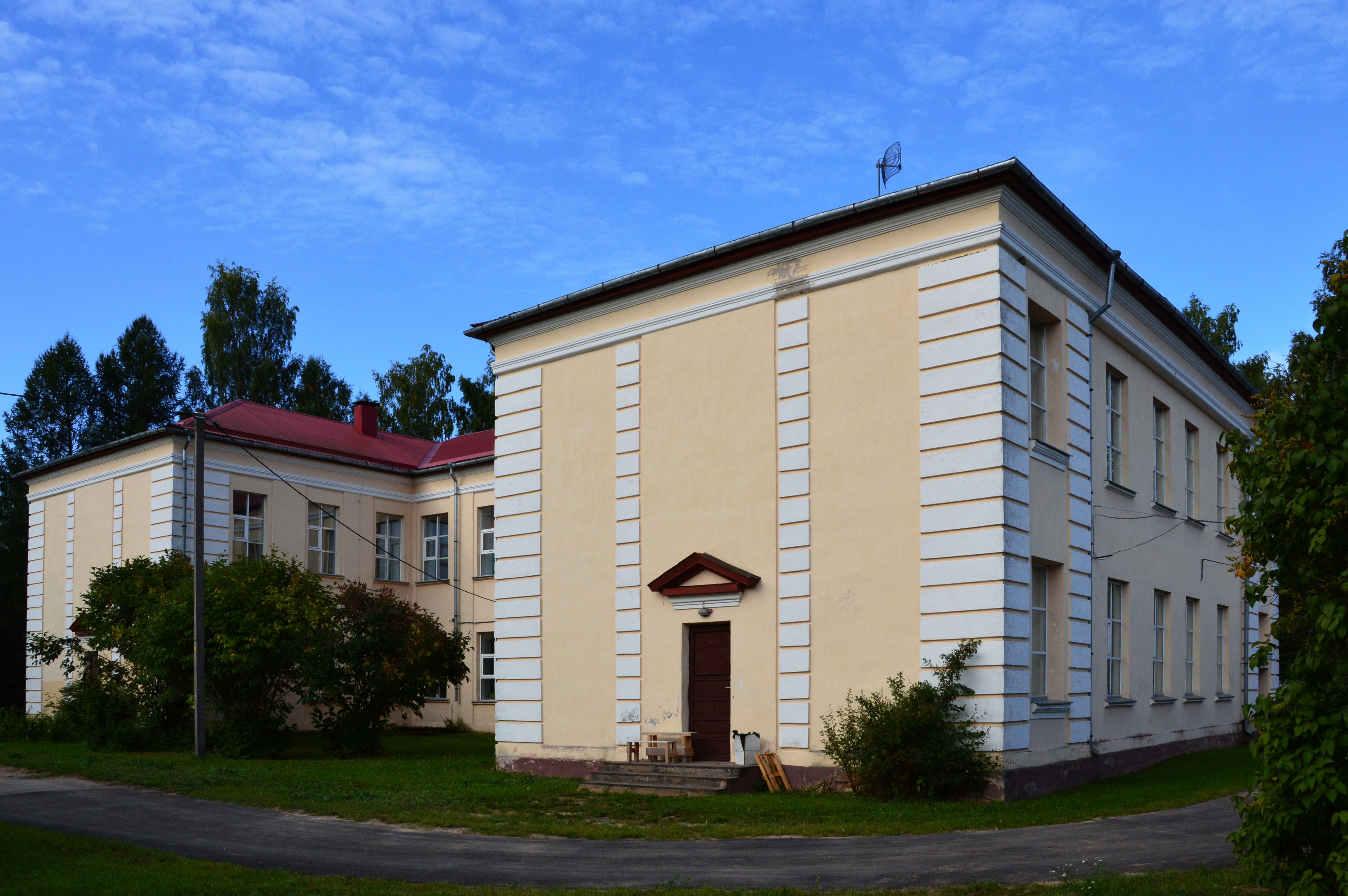
Здание основной школы Саверна
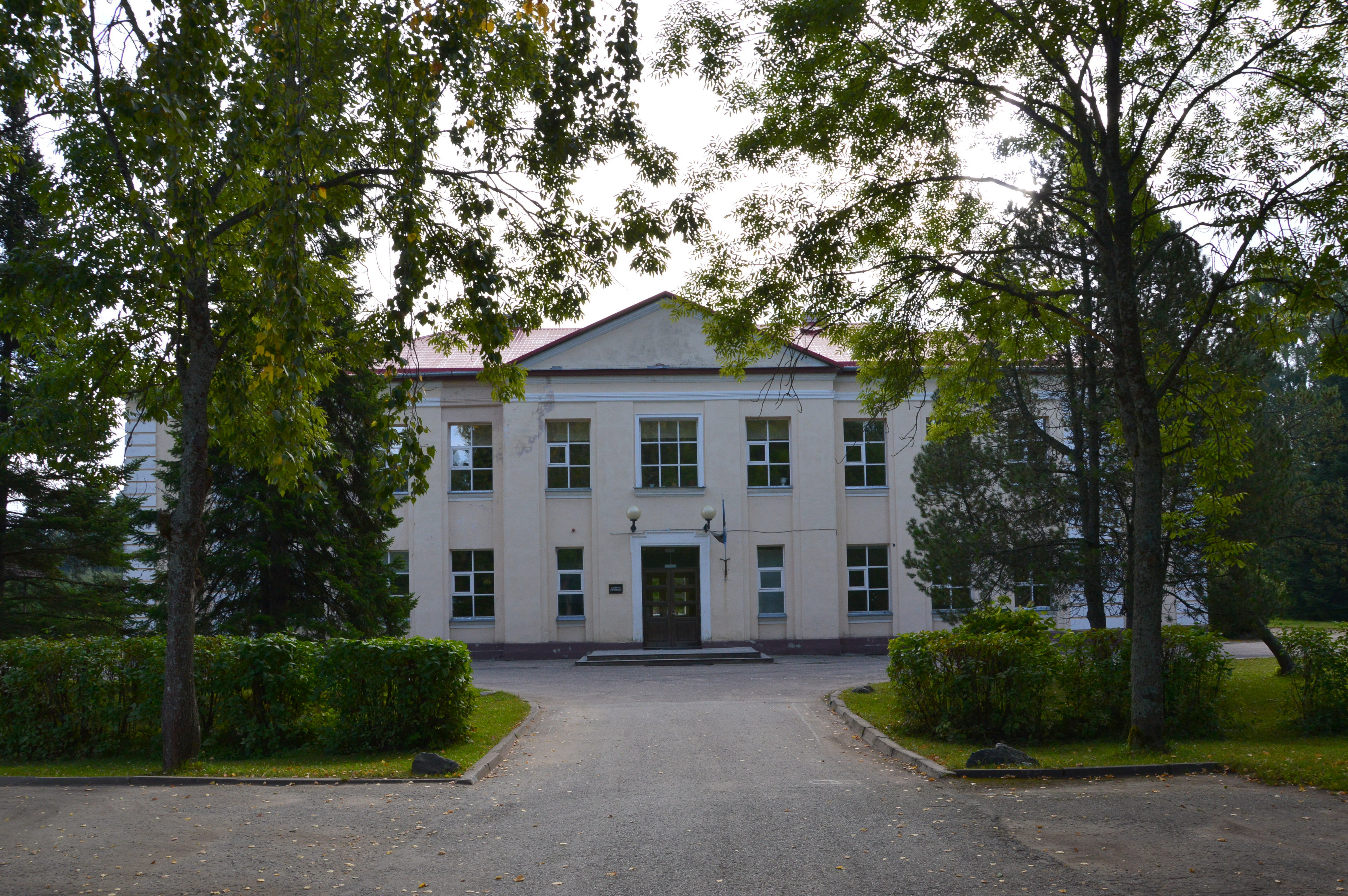
Фасад здания основной школы Саверна
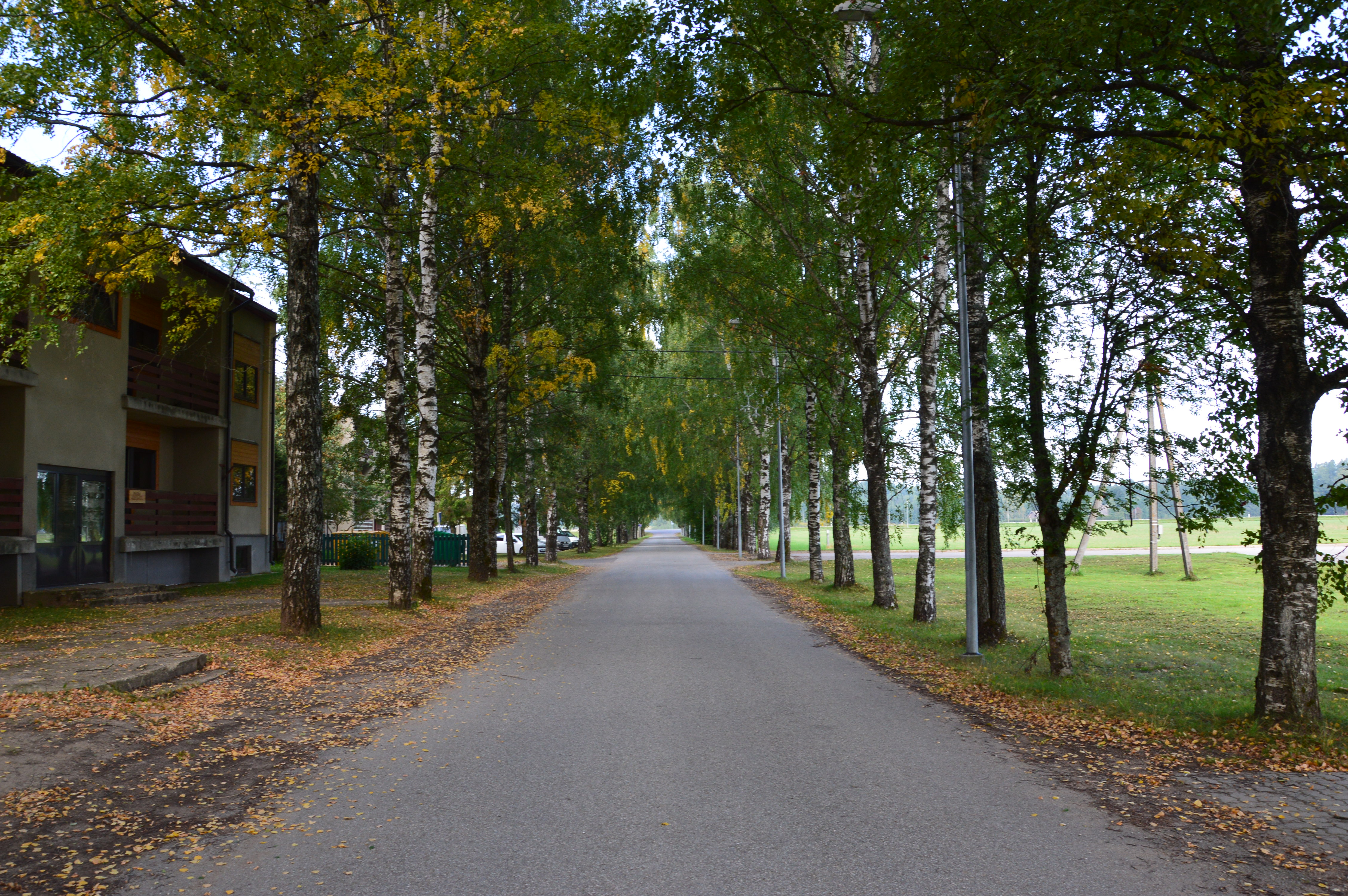
Аллея перед школой
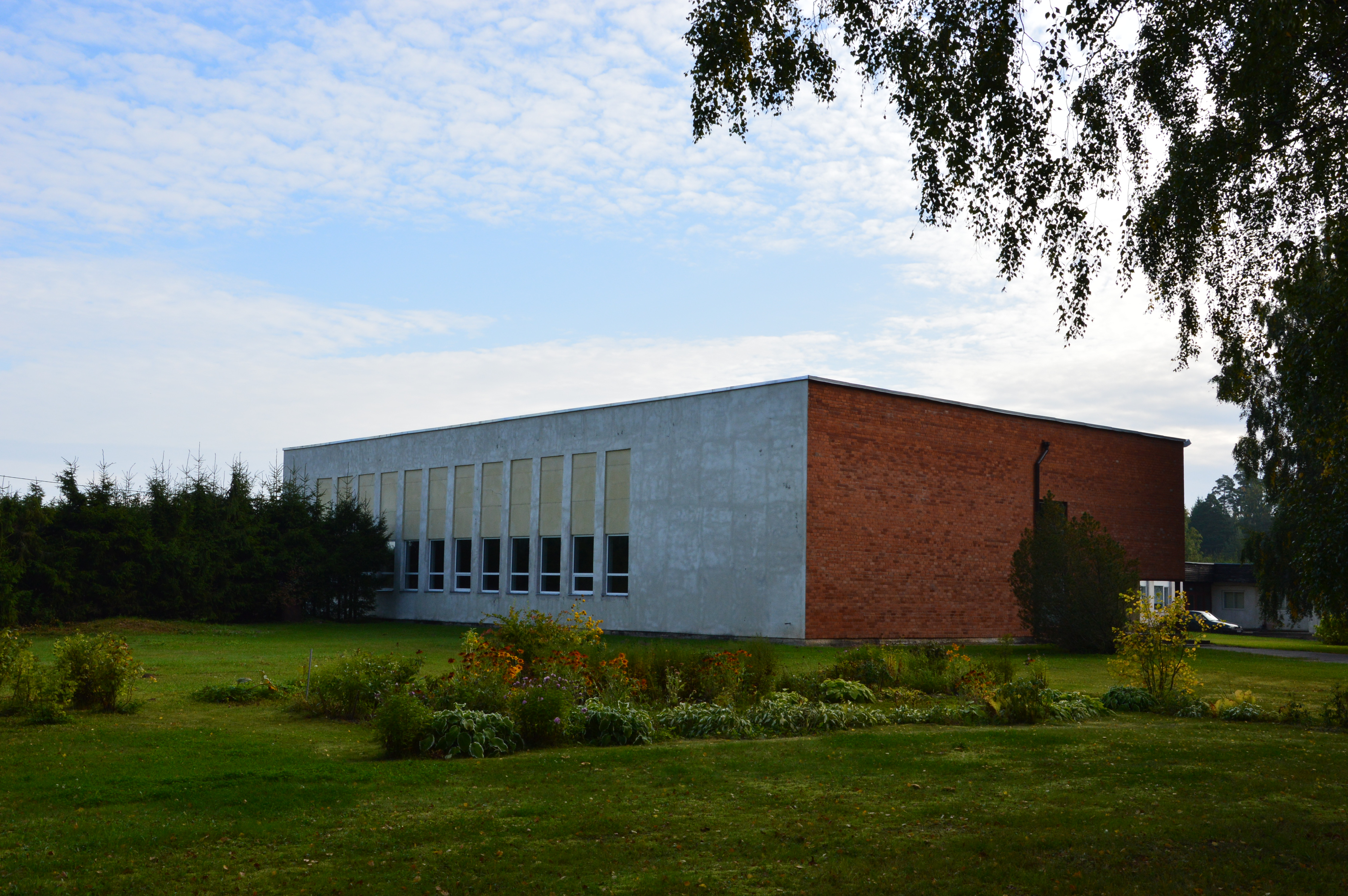
Школьный спортзал
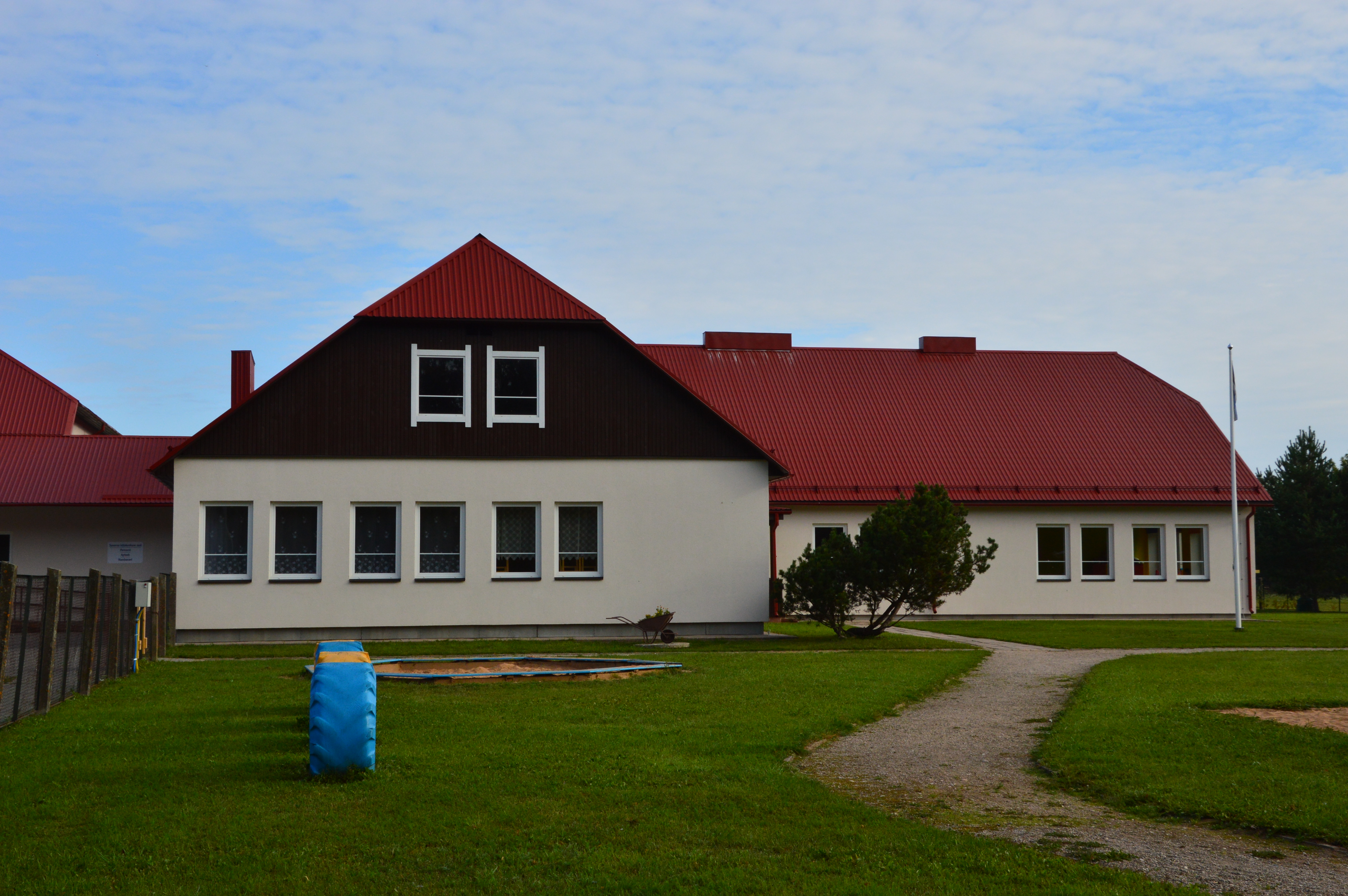
Детский сад Саверна

## Комментарии
1. ↑  Эстонские топонимы, оканчивающиеся на -а, не склоняются и не имеют женского рода (исключение — Нарва)[7].